# Тъмен присмехулник
Тъмен присмехулник (Iduna opaca) е вид птица от семейство Шаварчеви (Acrocephalidae).

## Разпространение
Видът се размножава в Иберия и Северна Африка (югоизточните части на Мароко). Той е прелетен и зимува в Субсахарска Африка. По-рядко се среща в Северна Европа.